# Sachverständigenrat für Verbraucherfragen
Der Sachverständigenrat für Verbraucherfragen (SVRV) wurde am 7. November 2014 vom Bundesminister der Justiz und für Verbraucherschutz Heiko Maas eingesetzt, um das Bundesministerium der Justiz und für Verbraucherschutz in Verbraucherfragen zu beraten. Seit Anfang 2022 ist der SVRV dem Bundesministerium für Umwelt, Naturschutz, nukleare Sicherheit und Verbraucherschutz zugeordnet. Der SVRV tagt regelmäßig in Berlin und verfügt dort über eine eigene Geschäftsstelle. Der Sachverständigenrat ist unabhängig und besteht aus neun Mitgliedern.

## Entwicklung
Im April 2013 wurde von Verbraucherexperten vorgeschlagen, die Verbraucherpolitik in Deutschland mehr evidenzbasiert zu gestalten und einen unabhängigen Sachverständigenrat für Verbraucherfragen einzurichten. Dieser Vorschlag wurde im November 2013 in den Koalitionsvertrag der 18. Wahlperiode des Deutschen Bundestages des Kabinetts Merkel III aufgenommen und im November 2014 umgesetzt. In der 19. und 20. Wahlperiode setzte der Sachverständigenrat seine Arbeit fort. Der Sachverständigenrat wird jährlich mit 480.000 € finanziert.

## Aufgaben
Der Sachverständigenrat für Verbraucherfragen soll die Situation von Verbraucherinnen und Verbrauchern sowie entsprechende Entwicklungstendenzen, Fehlentwicklungen und Korrekturmöglichkeiten darstellen. Ferner sollen auch Zukunftsthemen identifiziert werden. Der Sachverständigenrat erarbeitet Handlungsempfehlungen für die Verbraucherpolitik und überprüft verbraucherpolitische Instrumente und Maßnahmen. Darüber hinaus kann er jederzeit weitere Expertisen und Stellungnahmen abgeben. Er legt Gutachten zur Lage der Verbraucherinnen und Verbraucher in Deutschland und zu wichtigen verbraucherrelevanten Themen und Entwicklungen vor. Nach seiner Einsetzung stellte der Sachverständigenrat den Themenbereich digitale Welt in den Mittelpunkt seiner Tätigkeit. Themen des Jahres 2016 waren u. a. die Chancen und Risiken der Crowdfinanzierung, die Weiterentwicklung des Verbraucherrechts in der digitalen Welt sowie die digitale Souveränität. Insgesamt beschäftigt sich der Sachverständigenrat mit einem breiten Themenspektrum, zu welchem auch die soziale und ökologische Dimension der Verbraucherpolitik gehört.

## Mitglieder der 1. Berufungsperiode (2014–2018)
Die folgenden neun Personen waren Mitglieder des Sachverständigenrats für Verbraucherfragen in dessen erster Berufungsperiode:
- Lucia A. Reisch, Vorsitzende des Sachverständigenrats, seinerzeit Professorin an der Copenhagen Business School und Zeppelin Universität in Friedrichshafen
- Daniela Büchel, stellvertretende Vorsitzende des Sachverständigenrats, Geschäftsleitung der Rewe Group für die Bereiche Human Resources und Nachhaltigkeit
- Gerd Gigerenzer, seinerzeit Direktor des Max-Planck-Instituts für Bildungsforschung in Berlin
- Gesche Joost, Designforscherin und seinerzeit Internetbotschafterin der Bundesregierung im Club der „Digital Champions“ der Europäischen Union
- Hans-Wolfgang Micklitz, seinerzeit Dekan der rechtswissenschaftlichen Fakultät des Europäischen Hochschulinstituts in Florenz
- Andreas Oehler, Professor an der Universität Bamberg
- Kirsten Schlegel-Matthies, Professorin an der Universität Paderborn
- Helga Zander-Hayat, seinerzeit Leiterin des Bereichs Markt und Recht bei der Verbraucherzentrale Nordrhein-Westfalen
- Gert G. Wagner, seinerzeit Professor an der Technischen Universität Berlin, Vorstandsmitglied des Deutschen Instituts für Wirtschaftsforschung und Fellow am Max-Planck-Institut für Bildungsforschung in Berlin
- Helga Springeneer (7. November 2014 bis 31. Juli 2015)

## Mitglieder der 2. Berufungsperiode (2018–2022)
Die folgenden neun Personen waren Mitglieder des Sachverständigenrats für Verbraucherfragen in dessen zweiter Berufungsperiode:
- Peter Kenning, Vorsitzender des Sachverständigenrats, Professor an der Universität Düsseldorf
- Louisa Specht-Riemenschneider, stellvertretende Vorsitzende des Sachverständigenrats, seinerzeit Professorin an der Universität Bonn
- Nina Baur, Professorin an der Technischen Universität Berlin
- Susanne Dehmel, Mitglied der Geschäftsleitung des Bitkom
- Veronika Grimm, seinerzeit Professorin an der Universität Erlangen-Nürnberg
- Christa Liedtke, seinerzeit Professorin an der Folkwang Universität der Künste in Essen und Abteilungsleiterin am Wuppertal Institut für Klima, Umwelt, Energie
- Hans-Wolfgang Micklitz, seinerzeit Dekan der rechtswissenschaftlichen Fakultät des Europäischen Hochschulinstituts in Florenz
- Sven Scharioth, Mitglied der Geschäftsleitung im Verbraucherzentrale Bundesverband
- Gert G. Wagner, seinerzeit Professor an der Technischen Universität Berlin, Vorstandsmitglied des Deutschen Instituts für Wirtschaftsforschung und Fellow am Max-Planck-Institut für Bildungsforschung in Berlin
- Nicola Jentzsch (10. Dezember 2018 bis 14. März 2019)

## Mitglieder der 3. Berufungsperiode (2022–2026)
Die folgenden neun Personen sind Mitglieder des Sachverständigenrats für Verbraucherfragen in dessen dritter Berufungsperiode:
- Christoph Busch, Vorsitzender des Sachverständigenrats, Professor an der Universität Osnabrück
- Tatjana Halm, stellvertretende Vorsitzende des Sachverständigenrats, Referatsleiterin bei der Verbraucherzentrale Bayern
- Philipp Andree, Geschäftsführer des Bundesverbands Klimaschutz-Unternehmen
- Nina Baur, Professorin an der Technischen Universität Berlin
- Oliver Büttner, Professor an der Universität Duisburg-Essen
- Veronika Grimm, Professorin an der Technischen Universität Nürnberg
- Peter Kenning, Professor an der Universität Düsseldorf
- Christa Liedtke, Abteilungsleiterin am Wuppertal Institut für Klima, Umwelt, Energie und Professorin an der Bergischen Universität Wuppertal
- Carolin Wienrich, Professorin an der Universität Würzburg
- Louisa Specht-Riemenschneider (Vorsitzende, ausgeschieden zum 30. April 2024)

## Wirken
Am 19. Januar 2016 legte der Sachverständigenrat Arbeitsergebnisse und Empfehlungen zur digitalen Welt vor, nach denen die Informationsqualität verbessert, die Kompetenz der Verbraucherinnen und Verbraucher gestärkt und die rechtliche Sicherung persönlicher Daten garantiert werden sollen. In der Presse wurden diese Arbeitsergebnisse teilweise als „sehr allgemein“ gehalten bewertet und in einem Fall als „Plattitüden“ bezeichnet. Laut einer Recherche des Spiegel bleibt der Sachverständigenrat hinter den Erwartungen an ein Expertengremium zurück: „Zwar treffen sich die Experten alle vier bis sechs Wochen im Ministerium zur Beratung. Dafür erhalten sie auch eine Aufwandsentschädigung von etwa tausend Euro im Monat zuzüglich Spesen und Reisekosten. Doch allzu viel ist dabei nicht herausgekommen. Ministeriale halten die Verbraucherweisen inzwischen eher für Selbstdarsteller, die ihr Amt nutzen, um sich wichtig zu machen.“
Am 1. Dezember 2016 veröffentlichte der Rat ein Gutachten „Verbraucherrecht 2.0 – Verbraucher in der digitalen Welt“. Darin fordert der Sachverständigenrat, das Verbraucherrecht an das digitale Zeitalter anzupassen, um Rechtsklarheit und Rechtssicherheit bei der Nutzung digitaler Dienstleistungen herzustellen. Insgesamt schlägt der Sachverständigenrat elf Maßnahmen zum Schutz der Verbraucherinnen und Verbraucher vor. Diese reichen von Gesetzesänderungen über die Neudefinition von Rechtsbeziehungen, einem Gesetz zur Regelung von Algorithmen bis hin zu neuen Forschungsansätzen. Das Gutachten wurde in der Öffentlichkeit positiv aufgenommen; es enthalte „eine ganze Reihe konkreter Vorschläge, wie eine wirksame Regulierung aussehen sollte“. Darauf aufbauend erarbeitete der Sachverständigenrat ein Gutachten zum Thema „Digitale Souveränität“, das er am 29. Juni 2017 vorlegte. Das Gutachten beschäftigt sich mit Aspekten der Verbraucherkompetenz, der Regulierung sowie verbraucherfreundlicher Technologie in der digitalen Welt und enthält entsprechende Handlungsempfehlungen für die Politik. Dazu gehört u. a. die Forderung nach einem Datenportal, das Verbraucherinnen und Verbrauchern die Möglichkeit geben soll, einen Überblick über den individuellen Datenfluss zu erhalten und darüber hinaus auch die von den Anbietern genutzten persönlichen Daten zu löschen oder zu ändern.
Am Ende seiner ersten Berufungsperiode veröffentlichte der Sachverständigenrat am 31. Oktober 2018 ein Gutachten „Verbrauchergerechtes Scoring“, unterteilt in Bonitäts-Scoring, Telematik-Tarife in der Kfz-Versicherung sowie Vergünstigungen für bestimmte gesundheitsbezogene Verhaltensweisen in der Krankenversicherung. Damit sollen Scoring-Algorithmen für Verbraucher transparent, verständlich (Offenlegung einfließender Merkmale) und diskriminierungsfrei werden, die Qualität von Scoring-Verfahren gesichert und die staatliche Aufsicht gestärkt werden.
Die Bundesministerin Katarina Barley berief zum 1. Dezember 2018 die Mitglieder der zweiten Berufungsperiode. Der Sachverständigenrat wählte am 10. Dezember 2018 Peter Kenning zum Vorsitzenden und Louisa Specht-Riemenschneider zur stellvertretenden Vorsitzenden. Im Dezember 2019 präsentierte der Rat ein Konzept für Haus- und Wohnungseigentümer zum verbesserten Schutz vor zunehmenden Naturgefahren wie Starkregen und Überschwemmungen. Am 20. April 2021 veröffentlichte der Sachverständigenrat ein umfassendes Gutachten zur Lage der Verbraucherinnen und Verbraucher in Deutschland.
Am 1. Dezember 2022 wurden die Mitglieder der dritten Berufungsperiode von Bundesverbraucherschutzministerin Steffi Lemke eingesetzt. Zur Vorsitzenden wurde Louisa Specht-Riemenschneider und zum stellvertretenden Vorsitzenden Peter Kenning gewählt. Am 31. Mai 2024 wurde eine Neuwahl durchgeführt, die notwendig wurde, da Louisa Specht-Riemenschneider, die bisherige Vorsitzende, zur Bundesbeauftragten für den Datenschutz und die Informationsfreiheit gewählt worden war. Im Zuge dessen legte auch Peter Kenning sein Amt als stellvertretender Vorsitzender nieder. Seitdem ist Christoph Busch Vorsitzender und Tatjana Halm stellvertretende Vorsitzende des Sachverständigenrats für Verbraucherfragen. Thematische Schwerpunkte der dritten Berufungsperiode sind u. a. virtuelle Welten, der Digitale Produktpass, die Plattformökonomie, die Energiekrise sowie die Elementarschadenversicherung.
Am 12. November 2024 feierte der Sachverständigenrat für Verbraucherfragen sein zehnjähriges Bestehen.